# Hospital del Henares (métro de Madrid)
Hospital del Henares est une station terminus de la ligne 7 MetroEste du métro de Madrid, en Espagne. Elle est établie sous l'avenue Marie-Curie, sur le territoire de la commune de Coslada.

## Situation sur le réseau
La station se situe au sud-ouest d'Henares. Située en zone tarifaire B1, elle constitue le terminus du MetroEste, section orientale de la ligne 7.

## Histoire
La station est mise en service le 11 février 2008, lors de l'ouverture du prolongement de la ligne depuis Henares, au même moment que l'inauguration de l'hôpital universitaire del Henares ouvert un an plus tôt.

## Services aux voyageurs

### Accès et accueil
L'accès à la station s'effectue par un édicule entièrement vitré de forme rectangulaire qui s'élève en face de l'entrée de l'hôpital, équipé d'escaliers, d'escaliers mécaniques et d'ascenseurs.

### Intermodalité
La station est en correspondance avec la ligne n°1 du réseau urbain de Coslada-San Fernando et les lignes d'autobus interurbains n°280 et 289, toutes exploitées par l'opérateur ETASA.